# 53-й армійський корпус (Третій Рейх)
LIII (53-й) армі́йський ко́рпус (нім. LIII. Armeekorps) — армійський корпус Вермахту за часів Другої світової війни.

## Історія
LIII-й армійський корпус був сформований 15 лютого 1941 у Штробль-ам-Вольфгангзе у XVIII військовому окрузі (нім. Wehrkreis XVIII).

## Райони бойових дій
- Німеччина (лютий — червень 1941);
- СРСР (центральний напрямок) (червень 1941 — червень 1944);
- Німеччина (листопад 1944 — травень 1945).

## Командування

### Командири
Перше формування
- генерал-лейтенант, з 1 квітня 1941 генерал від інфантерії Карл Вайзенбергер (нім. Karl Weisenberger) (15 лютого — 30 листопада 1941);
- генерал від інфантерії Вальтер Фішер фон Вайкершталь (нім. Walther Fischer von Weikersthal) (1 грудня 1941 — 15 січня 1942, ТВО);
- генерал-лейтенант, з 1 квітня 1942 генерал від інфантерії Еріх-Генріх Клосснер (нім. Erich-Heinrich Clößner) (15 січня 1942 — 11 квітня 1943);
- генерал-лейтенант, з 1 грудня 1943 генерал від інфантерії Фрідріх Голльвіцер (нім. Friedrich Gollwitzer) (22 червня 1943 — 28 червня 1944);

Друге формування
- генерал кавалерії граф Едвін фон Роткірх унд Трах (нім. Edwin Graf von Rotkirch und Trach) (3 листопада 1944 — 6 березня 1945);
- генерал-лейтенант Вальтер Боч (нім. Walter Botsch) (6 — 24 березня 1945);
- генерал-лейтенант Фріц Баєрляйн (нім. Fritz Bayerlein) (24 березня — 17 квітня 1945).

## Бойовий склад 53-го армійського корпусу
Формування управління, забезпечення та підтримки
- 148-ме артилерійське командування (Arko 148) та 502-ге (Arko 502, у 1944) та 113-те артилерійське командування (Arko 113, у другому формуванні);
- 453-тє управління корпусного постачання (Korps-Nachschubtruppen 453);
- 453-й корпусний батальйон зв'язку (Korps-Nachrichten-Abteilung 453);
- 453-й взвод фельджандармерії (Feldgendarmerie-Trupp 453);
- 453-й топографічний відділ корпусу (Korps-Kartenstelle 453);

- 293-тя піхотна дивізія (293. Infanterie-Division).

- 52-га піхотна дивізія (52. Infanterie-Division);
- 252-га піхотна дивізія (252. Infanterie-Division).

- 52-га піхотна дивізія;
- 252-га піхотна дивізія;
- 267-ма піхотна дивізія (267. Infanterie-Division).

- 52-га піхотна дивізія;
- 252-га піхотна дивізія.

- 31-ша піхотна дивізія (31. Infanterie-Division);
- 56-та піхотна дивізія (56. Infanterie-Division);
- 167-ма піхотна дивізія (167. Infanterie-Division).

- 4-та танкова дивізія (4. Panzer-Division);
- 10-та моторизована дивізія (10. Infanterie-Division (mot.);
- 56-та піхотна дивізія;
- 112-та піхотна дивізія (112. Infanterie-Division);
- 167-ма піхотна дивізія;
- 296-та піхотна дивізія (296. Infanterie-Division);
- Піхотний полк «Гроссдойчланд» (Infanterie-Regiment Großdeutschland).

- 17-та танкова дивізія (17. Panzer-Division);
- 25-та моторизована дивізія (25. Infanterie-Division (mot.);
- 56-та піхотна дивізія;
- 167-ма піхотна дивізія;
- 296-та піхотна дивізія;
- Моторизована дивізія «Гроссдойчланд» (Infanterie-Division (mot.) "Großdeutschland").

- 25-та моторизована дивізія;
- 56-та піхотна дивізія;
- 112-та піхотна дивізія;
- 167-ма піхотна дивізія;
- 296-та піхотна дивізія;
- 20-й піхотний полк (Infanterie-Regiment 20).

- 25-та моторизована дивізія;
- 56-та піхотна дивізія;
- 112-та піхотна дивізія;
- 134-та піхотна дивізія (134. Infanterie-Division);
- 296-та піхотна дивізія;
- 20-й піхотний полк;
- 331-й піхотний полк (Infanterie-Regiment 331);
- 692-й піхотний полк (Infanterie-Regiment 692);
- 20-й піхотний полк (Infanterie-Regiment 20).

- 25-та моторизована дивізія;
- 56-та піхотна дивізія;
- 112-та піхотна дивізія;
- 134-та піхотна дивізія;
- 296-та піхотна дивізія.

- 11-та танкова дивізія (11. Panzer-Division);
- 25-та моторизована дивізія;
- 26-та піхотна дивізія (26. Infanterie-Division);
- 56-та піхотна дивізія;
- 112-та піхотна дивізія;
- 296-та піхотна дивізія.

- 17-та танкова дивізія;
- 20-та танкова дивізія (20. Panzer-Division);
- 25-та моторизована дивізія;
- 26-та піхотна дивізія;
- 112-та піхотна дивізія;
- 296-та піхотна дивізія.

- 25-та моторизована дивізія;
- 26-та піхотна дивізія;
- 112-та піхотна дивізія;
- 296-та піхотна дивізія.

- 25-та моторизована дивізія;
- 26-та піхотна дивізія;
- 52-га піхотна дивізія;
- 112-та піхотна дивізія;
- 134-та піхотна дивізія;
- 293-тя піхотна дивізія;
- 296-та піхотна дивізія.

- 25-та моторизована дивізія;
- 112-та піхотна дивізія;
- 134-та піхотна дивізія;
- 293-тя піхотна дивізія;
- 296-та піхотна дивізія.

- 25-та моторизована дивізія;
- 112-та піхотна дивізія;
- 134-та піхотна дивізія;
- 293-тя піхотна дивізія;
- 296-та піхотна дивізія.

- 25-та панцергренадерська дивізія (25. Panzergrenadier-Division);
- 208-ма піхотна дивізія (208. Infanterie-Division);
- 211-та піхотна дивізія (211. Infanterie-Division);
- 293-тя піхотна дивізія;
- 1/3 221-ї дивізії охорони (221. Sicherungs Division).

- 246-та піхотна дивізія (246. Infanterie-Division);
- 256-та піхотна дивізія (256. Infanterie-Division).

- 3-тя авіапольова дивізія (3. Luftwaffen-Feld-Division);
- 4-та авіапольова дивізія (4. Luftwaffen-Feld-Division);
- 6-та авіапольова дивізія (6. Luftwaffen-Feld-Division).

- 3-тя авіапольова дивізія;
- 4-та авіапольова дивізія.

- 2-га авіапольова дивізія (2. Luftwaffen-Feld-Division);
- 3-тя авіапольова дивізія;
- 4-та авіапольова дивізія;
- 6-та авіапольова дивізія;
- Бойова група 129-ї піхотної дивізії (Kampfgruppe 129. Infanterie-Division);
- Бойова група 252-ї піхотної дивізії.

- 12-та піхотна дивізія (12. Infanterie-Division);
- Бойова група 87-ї піхотної дивізії (Kampfgruppe 87. Infanterie-Division);
- 4-та авіапольова дивізія;
- Бойова група 6-ї авіапольової дивізії;
- 505-й важкий танковий батальйон (schwere Panzer-Abteilung 505);

- 5-та єгерська дивізія (5. Jäger-Division);
- 95-та піхотна дивізія (95. Infanterie-Division);
- 4-та авіапольова дивізія;
- 6-та авіапольова дивізія.

- 5-та єгерська дивізія;
- 95-та піхотна дивізія;
- 206-та піхотна дивізія (206. Infanterie-Division);
- 246-та піхотна дивізія;
- 4-та авіапольова дивізія;
- 6-та авіапольова дивізія.

- 206-та піхотна дивізія;
- 4-та авіапольова дивізія;
- 6-та авіапольова дивізія.

- 206-та піхотна дивізія;
- 246-та піхотна дивізія;
- 4-та авіапольова дивізія;
- 6-та авіапольова дивізія.

- 9-та фольксгренадерська дивізія (9. Volks-Grenadier-Division).

- 352-га фольксгренадерська дивізія (352. Volks-Grenadier-Division).

- 167-ма фольксгренадерська дивізія (167. Volks-Grenadier-Division);
- 326-та фольксгренадерська дивізія (326. Volks-Grenadier-Diviosion);
- 340-ва фольксгренадерська дивізія (340. Volks-Grenadier-Division).

- 116-та танкова дивізія (116. Panzer-Division).